# Energierecht (Europäische Union)
Das Energierecht der Europäischen Union ist ein relativ junger vergemeinschafteter Teilbereich (Art. 194 AEUV). Im Gegensatz zur alten Rechtslage (Nizza) besteht nunmehr gemäß Art. 4 Abs. 2 lit i) AEUV eine eigene Kompetenz (Zuständigkeit). Dabei wird vor allem von der Kommission die gemeinschaftliche Energiepolitik darauf ausgerichtet, Lösungen für die wachsende Abhängigkeit der Union (…) aus einigen wenigen Regionen der Welt und für das Problem der Klimaänderung zu finden.

## Definition
Der Begriff Energierecht hat selbst keinen fest umrissenen Bedeutungsinhalt. Je nach Schwerpunkt werden in der wissenschaftlichen Lehre und der Rechtsprechung der Gerichte dazu nur thematisch eng dazugehörende Bereiche (z. B. die Rechtsregeln für die Erzeugung, Verteilung, Transport, Verbrauch und Einsparung von Energie) oder aber auch die weiteren verbundenen Themenbereiche wie Umweltschutz, Verbraucherrecht, allgemeines Wirtschaftsrecht, Energiewirtschaftsrecht, Gewerberecht, Wettbewerbsrecht, Beihilfenrecht, Verkehrsrecht, Bergrecht, Arbeitnehmerschutz, Kohleförderung, Zechenstilllegung, Forschung und Entwicklung usw. verstanden.
Energierecht selbst als Rechtsbereich wie z. B. das Arbeitsrecht, Sozialrecht, Mietrecht usw. gibt es auch in den Unionsmitgliedstaaten nicht. Energierecht ist eine sehr weitläufige Querschnittsmaterie (wie z. B. auch das Lebensmittelrecht, Sportrecht, Medienrecht usw.).
Europäisches Energierecht beinhaltet nach der hier verwendeten Definition primär die Normen, welche für die technische Erzeugung/Umwandlung, Verteilung, den Verbrauch und die Energieeinsparung einen kohärenten Rechtsrahmen bietet und sekundär durch andere Rechtsbereiche unterstützt bzw. ergänzt wird. Energierecht ist das umfassende Recht für die Erzeugung, den Handel und den Verbrauch von Energie in einer modernen Marktwirtschaft zum Wohle und zum Schutz des Menschen.

## Historische Entwicklung
Die Notwendigkeit einer „transnational koordinierten Energiepolitik“ gab der europäischen Integration von Anfang an wichtige Impulse. Dennoch war die Energiepolitik nach Energiearten (vertraglich) getrennt.

### Montanunion (EGKS)
Eine teilintegrative Energiepolitik in der Europäischen Gemeinschaft wurde mit der Gründung der ersten supranationalen Gemeinschaft, der Montanunion, 1952 verwirklicht.
Die damalige Energiepolitik (vor allem die Kohlewirtschaft) stand noch klar im Zeichen der wirtschaftlichen Verbindung der deutschen auf der einen und der belgischen, luxemburgischen, niederländischen und französischen Kohle- und Stahlindustrie auf der anderen Seite, um den Frieden in Europa langfristig zu sichern und einen neuerlichen Krieg zwischen diesen Staaten materiell zu verunmöglichen.
Eine umfassende Kompetenz zur Regelung der Energiepolitik bzw. des Energierechts der Mitgliedstaaten erhielt die Montanunion nicht. Doch darf nicht übersehen werden, dass die Energiepolitik in der Gründungszeit der Montanunion zu ca. 80 % die Kohlewirtschaft betraf, welche die Hauptenergiequelle in den genannten Staaten damals darstellte.
Im Rahmen der Montanunion wurden vielfältige und vielgestaltige Rechtsakte gesetzt, die dem europäischen Energierecht im engeren Sinne angehören.
Die energiepolitischen Vorgaben und Ziele des EGKS-Vertrags wurden jedoch relativ rasch überholt. Die zur Zeit der Gründung der Montanunion bestehende Mangelwirtschaft wurde recht bald von einer Überschusswirtschaft abgelöst, die Kohle sehr weitgehend durch das primäre Substitutionsprodukt Erdöl und Erdgas verdrängt und die gemeinschaftliche Kohleförderung, im Verhältnis zur Importkohle und den derzeitigen Transportkosten, unwirtschaftlich. Bereits 1973 waren nur noch 22,6 % feste Brennstoffe an der Gesamtaufbringung der Primärenergie in der Gemeinschaft beteiligt. Tendenz sinkend. Innerhalb von 20 Jahren verlor somit die Energiepolitik (und damit das Energiewirtschaftsrecht) der EGKS wesentlich an Bedeutung und Einfluss.
Mit der Gründung der Europäischen Wirtschaftsgemeinschaft und der Europäischen Atomgemeinschaft am 1. Januar 1958 wurde in engem Rahmen die Energiepolitik im Teilbereich Kernenergie sektoral und teilweise vergemeinschaftet.
Im Bereich der Wirtschaftsgemeinschaft wurden im Bereich der Landwirtschaft und des Verkehrs vorgesehen, dass gemeinsame Politiken eingeführt werden. Im Bereich der Energie wurden jedoch nur allgemeine Ordnungsbestimmungen vorgesehen, welche die Mitgliedstaaten zur Koordinierung verpflichten.

### Europäische Wirtschaftsgemeinschaft (EWG)
Der E(W)G-Vertrag, der im Gegensatz zum EGKS-Vertrag und Euratom-Vertrag ein Rahmenvertrag ist, enthielt ursprünglich keine speziellen Regelungen über den Energiesektor.
Dem Vertrag vom 25. März 1957 liegen verschiedene Vorentwürfe zugrunde. Die Außenminister der EGKS-Mitgliedsstaaten haben auf der Konferenz von Messina am 1. und 2. Juni 1955 auf Grundlage des Benelux-Memorandums vom 20. Mai beschlossen, eine Entschließung zur Wiederbelebung des Europagedankens anzunehmen und einen Regierungsausschuss  unter Vorsitz von Paul-Henri Spaak damit beauftragt, entsprechende Vorschläge für eine Wirtschafts- und Atomgemeinschaft auszuarbeiten.
Schlussendlich wurde jedoch in den EWG-Vertrag kein Politikfeld über konventionelle oder erneuerbare Energien eingefügt, sondern nur ein sektorieller Vertrag über die Kernenergie abgeschlossen (Europäische Atomgemeinschaft).
Eine Vielzahl nationaler Bestimmungen  über die Produktion, den Handel und die Einfuhr von Energieerzeugnissen behinderten und behindert immer noch den freien Verkehr von Waren und Dienstleistungen im Gemeinsamen Markt bzw. dem Binnenmarkt. Bereits im „Protokoll eines Abkommens betreffend die Energiefrage“  wurde vom Rat festgehalten, dass er „von der Notwendigkeit überzeugt (sei), im Rahmen des Gemeinsamen Marktes einen gemeinsamen Energiemarkt zu verwirklichen“.
Die Herstellung des Gemeinsamen Marktes bedingte zwangsweise auch die Harmonisierung der energierechtlichen Bestimmungen und der Energiepolitik der Mitgliedstaaten. Dabei waren die unterschiedlichen Wirtschaftssysteme der Mitgliedstaaten ein bedeutendes Hindernis zur Harmonisierung bzw. zum freiwilligen Verzicht auf nationale, sich entgegenstehende Regelungen auch im Energiebereich.

### Europäische Atomgemeinschaft (EAG)
Der Euroatomvertrag als sektorieller Vertrag sollte die Europäischen Gemeinschaften und hier insbesondere die Wirtschaft in die Lage versetzen durch die neu beherrschbare Primärenergieform der Kernenergie wettbewerbsfähig zu werden bzw. zu bleiben. So wird im ersten Bewegungsgrund der Präambel zum Euratom-Vertrag die „Kernenergie eine unentbehrliche Hilfsquelle für die Entwicklung und Belebung der Wirtschaft und für den friedlichen Fortschritt“ bezeichnet.
Während im Rahmen der EGKS auch noch neben der Kohle der Stahlsektor umfasst war, wird der Euratom-Vertrag gemäß Art 2 lit. d EAG-Vertrag nur auf Erze und Kernbrennstoffe  angewendet.
Besonders geregelt sind durch die physikalischen Spezifika der Kernbrennstoffe die Bestimmungen zum Schutz der Umwelt, der Bevölkerung und der Beschäftigten vor ionisierenden Strahlungen sowie die missbräuchliche Verwendung von spaltbaren Produkten für militärische Zwecke.
Keine Befugnis aus dem EAG-Vertrag hat die Gemeinschaft im Bereich der Sicherheit von Nuklearanlagen. Insoweit wird sie bis heute ausschließlich koordinierend aufgrund allgemeiner primärrechtlicher Bestimmungen zwischen den Mitgliedstaaten tätig.
Die große Hoffnung der Nuklearwirtschaft war der Bau des Schnellneutronen-Brutreaktors „Superphénix“. Dieser wurde 1976 begonnen.
Die derzeitigen Bestrebungen der Nuklearindustrie sind nunmehr auf die technisch verlässliche und betriebssichere Erforschung und Verwendung der Kernfusion gerichtet.

## Aktueller Stand
Die durch den Vertrag von Maastricht in Art 3 Abs. 1 lit. n und t EGV  eingefügten Bestimmungen zum gemeinschaftsrechtlichen Energierecht sind nicht durch Ausführungs- bzw. Detailbestimmungen in der weiteren Textfolge des EG-Vertrags geregelt. Daher beschränkt sich das Energierecht der Europäischen Union derzeit noch auf einige wenige Bestimmungen, insbesondere aus der Montanunion und der Atomgemeinschaft.
Bis heute scheitert eine funktionierende, einheitliche und gemeinsame europäische Energiepolitik und die Umsetzung in ein einheitliches europäisches Energierecht an den nationalen Ressentiments. Die Maßnahmen der Gemeinschaft sind im Wesentlichen Vorschläge für Energieeinsparungsmaßnahmen, Effizienzsteigerungen, Vorgaben und Förderung von Erneuerbare Energien, Förderprogramme (z. B. ALTENER, SAVE, CARNOT, ETAP usw.) und Vorschläge für die zukünftige Entwicklung der Energiepolitik.
Der grenzüberschreitende Handel und der Transport von Energie unterliegt somit den allgemeinen Regeln über die Warenverkehrsfreiheit, den allgemeinen Ein- und Ausfuhrregelungen, dem Diskriminierungsverbot und den Möglichkeiten der gemeinschaftlichen Embargo- und Boykottmaßnahmen. Auf dieser Grundlage kann die Europäische Gemeinschaft tätig werden und hat in den letzten 15 Jahren für die Liberalisierung verschiedener Energiewirtschaftsbereiche (z. B. Strom und Gas) gesorgt, um einen effizienten Energiebinnenmarkt ohne Behinderungen zu schaffen.
Die Änderung der teilweise bestehenden oder in Grundzügen noch vorhandenen nationalstaatlichen Monopol- oder Oligopolstrukturen in ein Wettbewerbsverhältnis ist jedoch mit großen wirtschaftlichen Änderungen und auch psychologischen Schwierigkeiten verbunden.
In den politischen Leitlinien des neuen Kommissionspräsidenten, Jean-Claude Juncker, vom 15. Juli 2014 ist geplant, die Energiepolitik Europas zu reformieren und neu zu strukturieren und eine neue europäische Energieunion schaffen.

## Wettbewerb versus Gemeinwirtschaftlicher Verpflichtungen
Die Unionsmitgliedstaaten auferlegen den nationalen Unternehmen im jeweiligen Energiemarkt oftmals aus historischen oder gesellschaftlichen Gründen gemeinwirtschaftliche Verpflichtungen. Zum einen werden die Unternehmen (insbesondere bisherige Monopolunternehmen) verpflichtet, sich dem marktwirtschaftlichen Wettbewerb zu öffnen, und gleichzeitig sollen diese weiterhin gemeinwirtschaftliche Verpflichtungen übernehmen. Dies scheint sich zu widersprechen.
Der marktwirtschaftliche Wettbewerb ist theoretisch gerade dadurch gekennzeichnet, dass sich Unternehmen am Markt solange betätigen, wie Gewinnaussichten vorhanden sind und, wenn diese wegfallen, sich beschränken oder andere Märkte suchen.
Die gemeinwirtschaftliche Verpflichtung bindet Unternehmen an die Märkte, um im Allgemeininteresse eine gewisse Versorgungssicherheit, Regelmäßigkeit, Qualität, Preisstabilität, Umweltschutzvorgaben  transparent und längerfristig zu gewährleisten.
Die Kommission ist bestrebt, die Probleme, welche sich aus der Auferlegung gemeinwirtschaftlicher Verpflichtungen ergeben können (insbesondere Wettbewerbsverzerrungen), hintanzuhalten. Um die Spannung zu objektivieren, sind daher der Kommission alle gemeinwirtschaftlichen Verpflichtungen zu melden, den anderen Mitgliedstaaten mitzuteilen und zu veröffentlichen. Diese gemeinwirtschaftlichen Verpflichtungen müssen klar festgelegt, transparent, nachvollziehbar und dürfen nicht diskriminierend sein.
Ausnahmen vom marktwirtschaftlichen Prinzip, die in den gemeinschaftlichen Rechtsakten diesbezüglich vorgesehen sind, dürfen nur insoweit in Anspruch genommen werden, als diese die Erfüllung der gemeinwirtschaftlichen Verpflichtungen durch die betroffenen Unternehmen „de jure und de facto verhindern würden und insofern  die Entwicklung des Handelsverkehrs nicht in einem Ausmaß beeinträchtigt wird, das den Interessen der Gemeinschaft zuwiderläuft.“

## Der Energiebinnenmarkt
Die EU verfolgt das Ziel, „im Geiste der Solidarität zwischen den Mitgliedstaaten im Rahmen der Verwirklichung oder des Funktionierens des Binnenmarkts“ das Funktionieren des Energiemarkts und die „Förderung der Interkonnektion der Energienetze“ sicherzustellen (Art. 194 Abs. 1 AEUV). Der freie, nichtdiskriminierende grenzüberschreitende Handel mit Energie ist damit der Grundgedanke der unionsrechtliche Regelungen für den Energiebinnenmarkt.
Nur durch diesen Handel kann sich der Binnenmarkt tatsächlich verwirklichen und können sich transparente marktwirtschaftliche Strukturen auf- und ausbauen und ein polypoles System anstelle der bisher bestehenden Oligopole und Monopole treten.
Derzeit ist sowohl der Organisationsgrad, die Transparenz, der Marktzugang und die Freiheit der Preisbildung am Energiebinnenmarkt noch nicht optimal verwirklicht und in einigen Bereichen noch gar nicht richtig begonnen bzw. sind bereits Fehlentwicklungen sichtbar.
Eine Möglichkeit, die Handelsstrukturen im Energiebinnenmarkt marktwirtschaftlich zu nützen, bietet der Handel an einem Termin- und Spotmarkt. Seit 2000 haben sich verschiedene Strombörsen etabliert und erheblichen Einfluss gewonnen: EEX und die später mit dieser fusionierte LPX in Deutschland, APX in den Niederlanden, Nord Pool in Skandinavien, die EXAA in den Regelzonen Deutschlands und Österreichs u. a.

## Ausblick
Bis zur Verwirklichung eines voll liberalisierten Energiebinnenmarktes wird es noch einige Zeit andauern und verschiedene unionsrechtliche Regulierungsmaßnahmen und Eingriffe benötigen. Wird die Marktöffnung im Energiebereich im Verhältnis zur bisherigen Dauer der Herstellung des Gemeinsamen Marktes/Binnenmarktes gesehen, so wird noch viel Zeit vergehen, bis die Wettbewerbsfunktion im Energiebereich selbständig, reibungslos und klaglos funktioniert, falls dieselben Widerstände (insbesondere Abschottungstendenzen) wie bei der Herstellung des Binnenmarktes zu erwarten sind.
Insbesondere die nationalstaatlichen Einflüsse, die Gefahr von Wettbewerbsverzerrungen durch Oligopolbildungen und Kartelle wird weiterhin virulent bleiben.
Die derzeitige Situation ist jedoch bereits ein enormer Fortschritt im Vergleich zum Stand des Energiebinnenmarktes vor 20 Jahren.
Die Beseitigung von nationalen Monopolen und Oligopolen und die Schaffung von politisch relativ unabhängigen Unternehmen und eines marktwirtschaftlichen Wettbewerbs wird sich langfristig auf die europäische Binnenmarktstruktur, die politische Entscheidungsfindung, die Versorgungssicherheit und den Umweltschutz wesentlich auswirken. Die Energiepolitik wird auch „einen Beitrag zur Klimaschutzpolitik der EU“ leisten müssen.
Ob es bei dieser Liberalisierung zu einer „win-win“-Situation für alle Beteiligten kommen wird oder nicht ist heute noch nicht absehbar.
In einem, auch sicherheitspolitisch, so sensiblen Bereich wie die Energieversorgung ist es für die Gemeinschaft und die Nationalstaaten eine zwingende Notwendigkeit, bei Versagen der Marktkräfte frühzeitig, wirksam und koordinierend eingreifen zu können.
Andererseits sind diese Eingriffe so gering zu halten und vorsichtig zu setzen, dass der freie Wettbewerb möglichst nicht gestört wird.